# 재회 (1992년 드라마)
《재회》는 1992년 12월 28일부터 1993년 2월 23일까지 방영된 SBS 월화 미니시리즈이다.

## 등장 인물
- 최명길 : 지혜 역
- 한인수 : 영민 역
- 최상훈 : 태훈 역
- 김진태
- 김금용 : 나영 역
- 최준용 : 경수 역
- 차승민
- 민경조
- 김용건
- 조형기
- 김진태
- 이상숙
- 장기용